# Krásná (ort i Tjeckien, Karlovy Vary, lat 50,23, long 12,17)
Krásná är en ort i Tjeckien.   Den ligger i regionen Karlovy Vary, i den västra delen av landet, 160 km väster om huvudstaden Prag. Krásná ligger 645 meter över havet och antalet invånare är 418.
Terrängen runt Krásná är huvudsakligen platt, men österut är den kuperad.Runt Krásná är det ganska glesbefolkat, med 43 invånare per kvadratkilometer. Närmaste större samhälle är Aš, 2,3 km sydost om Krásná. I omgivningarna runt Krásná växer i huvudsak barrskog.